# Havanardia keiji
Havanardia keiji is een mosselkreeftjessoort uit de familie van de Bairdiidae. De wetenschappelijke naam van de soort is voor het eerst geldig gepubliceerd in 1985 door Maddocks.